# 町田広和
町田 広和 （まちだ ひろかず、1986年5月5日 - ）は、日本の男性声優。北海道出身。
JTBエンタテインメント（2012年4月 - ）所属。

## 概要
JTBエンタテインメントアカデミー卒業。総合学園ヒューマンアカデミー夜間・週末講座修了生。2012年5月よりJTBエンタテインメントに所属する。

## 出演

### テレビアニメ
2012年
- GON -ゴン-（2012年 - 2015年、角シカ1、手下、ジャック）
- だから僕は、Hができない。（男子生徒）
- てーきゅう（2012年 - 2017年、男子生徒、ケーキ屋店長/形木矢貂千雄、豚野郎店長 ほか） - 全7シリーズ

2014年
- 僕らはみんな河合荘（麻弓の元彼）
- 未確認で進行形（男子生徒、村人）
- わしも（アナウンサー、カメラ）

2015年
- ガッチャマン クラウズ インサイト（通行人、秘書官）
- 高宮なすのです! 〜てーきゅうスピンオフ〜（イーグル）
- 美男高校地球防衛部LOVE!（生徒B、男子A、生徒A）
- ミリオンドール（平井）

2016年
- 甘々と稲妻（桃谷先生）
- 血液型くん!4（銀角型）
- 終末のイゼッタ（乗客、ハーマン、伝令、ゲール兵、乗組員、招待客 他）
- ばくおん!!（座保教官）

### 劇場アニメ
- 聖☆おにいさん（2013年）

### ゲーム
- 魔界王子と魅惑のナイトメア(2018年、トーマ、他)
- シェンムーIII（2019年、チャイ、革竜起、他）

### ドラマCD
- 没落貴族のためのてーきゅう（ミラドル将軍）
- 魔術士オーフェンはぐれ旅 魔術学校攻防『魔術師オーフェンはぐれ旅「キエサルヒマの終端 / 約束の地で」』
- Fairy-AID　1stシングル「ひまわりの咲くころに」（サウンドドラマ「虹色スクランブルが咲く街」 サラリーマン、会長）
- Fairy-AID　2ndシングル「Fairy-AID～夢をつないで～」（サウンドドラマ「虹色スクランブルが咲く街」郵便局員）
- ミリオンドール 第6巻付属ドラマCD「ミリオンドールnextbeat」（2020年、平井）

### 吹き替え
- ジ・エクスペリメント
- ジャスト・ア・ヒーロー
- ハイジャッキング
- プリズナー・オブ・パワー 囚われの惑星（人形使い、担当官男2、職員5、隊員7）
- ヨンガシ 変種増殖
- ウィザード・バトル　氷の魔術師と炎の怪物（2017年）　ワノ役
- ラスト・サバイバー（2017）　カイス役
- リベレイター 南米一の英雄 シモン・ボリバル（2018年）

### ラジオドラマ
「諏訪部順一×石原慎也 Voice Pallet 」ボイスドラマ『音風シンドロームー』松田 順 役（2022年 - 2023年）

### その他
- JTBエンタテインメント第1回公演 朗読劇「ハックルベリーにさよならを」（2012年10月2日、なかの芸能小劇場） - セコ先輩 役
- 目黒FM　よみほぐ『浦島太郎』（2017年10月19日配信）